# Joséphine Baker IV
Joséphine Baker IV est une œuvre réalisée en fil de fer par Alexander Calder vers 1928. Comme son titre l'indique, cette sculpture représente l'artiste Joséphine Baker (1906-1975).

## Histoire et contexte
L'œuvre a été réalisée à Paris où l'artiste résidait depuis 1926. Elle fait partie d'une série de « portraits en fil de fer » de personnalités du monde artistique étalée entre 1927 et 1928. Elle est contemporaine du travail d'Alexander Calder sur des figurines du thème du cirque (1926-1931).
Joséphine Baker IV est probablement la quatrième œuvre d'une série de cinq consacrée à Joséphine Baker. Ces sculptures — Joséphine Baker , Danseuse, La Négresse (la mère de Joséphine Baker) et Aztec Joséphine Baker — sont proches mais avec des postures différente.
L'éclairage de l'œuvre, qui se présente suspendue, a une importance car sa proximité avec un mur clair rend son ombre très perceptible.

## Conservation et acquisition
L'œuvre est conservée au musée national d'Art moderne du centre Pompidou à Paris. Il s'agit d'un don de l'artiste datant de 1966.